# Ceru-Băcăinți
Ceru-Băcăinți [ˈt͡ʃeru ˈbəkəint͡sʲ] (deutsch Bocksdorf, ungarisch Bokajfelfalu oder Bokaj) ist eine rumänische Gemeinde im Kreis Alba in der Region Siebenbürgen.

## Geographische Lage

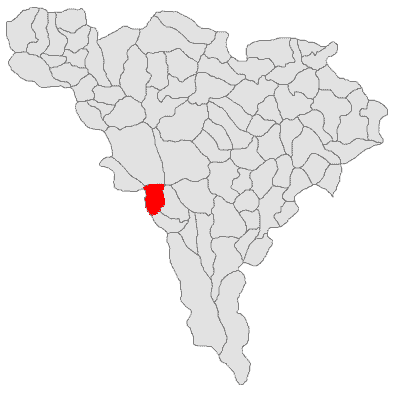
Lage der Gemeinde Ceru-Băcăinți im Kreis Alba

Ceru-Băcăinți liegt am südlichen Rand des Siebenbürgischen Erzgebirges (Munții Metaliferi), einem Teil des Apuseni-Gebirges, im Südwesten des Kreises Alba. Der Ort liegt am Fluss Băcăinți, ca. 5 Kilometer (Luftlinie) nördlich des Flusses Mureș. Mit seinen neun eingemeindeten Orten – welche man eher als Weiler bezeichnen könnte – dehnt sich die Gemeinde auf einer Fläche von 4950 Hektar aus. Die nächste Stadt Geoagiu (Kreis Hunedoara) befindet sich etwa 15 Kilometer südwestlich; die Kreishauptstadt Alba Iulia liegt ca. 30 Kilometer nordöstlich von Ceru-Băcăinți entfernt.

## Geschichte
Der Ort wurde zum ersten Mal im Jahr 1909 unter dem ungarischen Namen Bokajfelfalu erwähnt. Die Siedlung hat es bereits früher gegeben; 1866 wurde hier eine gemauerte Kirche erbaut. Funde römischer Keramik weisen auf eine Existenz ländlicher Siedlungen der ersten Jahrhunderte n. Chr. hin.

## Bevölkerung
Die Bevölkerung entwickelte sich wie folgt:
| 1850 | 1.339 | 1.339 | - | -  | -  |
| 1900 | 1.916 | 1.901 | - | 15 | -  |
| 1977 | 831   | 831   | - | -  | -  |
| 2002 | 376   | 375   | 1 | -  | -  |
| 2011 | 269   | 264   | - | -  | 5  |
| 2021 | 227   | 216   | - | -  | 11 |

Im Jahre 2002 lebten im Dorf Ceru-Băcăinți selbst 94 Personen, in den eingemeindeten Dörfern 282 Personen (Bolovănești 25, Bulbuc 27, Cucuta 43, Curpeni 47, Dumbrăvița 44, Fântânele 21, Groși 37, Valea Mare 30 und in Viezuri 8). Die höchste Anzahl an Deutschen (15) auf dem Territorium der heutigen Gemeinde wurde 1900 registriert.

## Sehenswürdigkeiten
- Eine Besonderheit des Ortes sind die aus Schiefer gebauten Häuser, bedingt durch das Vorkommen von Sandstein, Kalkstein und vor allem von Schiefer im Tal des Băcăinți.
- Die Rumänisch-Orthodoxe Kirche Sf. Gheorghe, 1866 gebaut.[6]
- Das zur Gemeinde gehörige Dorf Bulbuc (Buldorf) liegt am Naturreservat Piatra Tomii.[7] Hier ist eine archäologische Fundstätte der Coțofeni-Kultur (etwa zeitgleich der Esero-Kultur).